# Lil boat
Lil Boat es el nombre del primer álbum de estudio del rapero estadounidense Lil Yachty. El álbum fue lanzado el 9 de marzo de 2016 por Capitol Records. Las grabaciones se llevaron a cabo entre 2015 y 2016.

## Crítica
En una crítica positiva, Nick Henderson de Tiny Mix Tapes escribió que "Lil Boat es el tipo de música que no necesita hacer un caso por su propio valor, sólo juzgado por las métricas intangibles, absurdistas de su universo autocontenido". En una crítica negativa, Sheldon Pearce de Pitchfork le dio una calificación de 4.8 de 10, citando que el "mixtape" hace un desorden de la red de influencias que varían.

## Lista de canciones
| N.º | Título                                       | Duración |  |
| 1.  | «Intro»                                      | 4:03     |  |
| 2.  | «Wanna Be Us» (feat The Good Perry)          | 2:52     |  |
| 3.  | «Minnesota»                                  | 4:28     |  |
| 4.  | «Not My Bro»                                 | 2:24     |  |
| 5.  | «Interlude»                                  | 1:19     |  |
| 6.  | «Good Day» (feat. Skippa da Flippa)          | 3:18     |  |
| 7.  | «Up Next 2» (feat. Big Brutha Chubba & Byou) | 2:58     |  |
| 8.  | «Never Switch Up»                            | 2:42     |  |
| 9.  | «1 Night»                                    | 4:03     |  |
| 10. | «Out Late»                                   | 2:40     |  |
| 11. | «Fucked Over»                                | 2:55     |  |
| 12. | «I’m Sorry» (feat. The Good Perry)           | 3:13     |  |
| 13. | «We Did It»                                  | 3:27     |  |